# Wielkopole (powiat krasnostawski)
Wielkopole – wieś w Polsce położona w województwie lubelskim, w powiecie krasnostawskim, w gminie Gorzków. W latach 1975–1998 miejscowość należała administracyjnie do województwa zamojskiego. Przez miejscowość przepływa rzeka Żółkiewka, dopływ Wieprza. Wielkopole pojawia się w źródłach pisanych już w 1439 roku jako Wola Gorzkowska. Nazwa Wyelopolye została użyta po raz pierwszy w 1448 roku.
Wieś stanowi sołectwo gminy Gorzków. Według Narodowego Spisu Powszechnego (III 2011 roku) wieś liczyła 211 mieszkańców.
Wierni Kościoła rzymskokatolickiego należą do parafii św. Stanisława Biskupa i Męczennika w Gorzkowie.

## Historia
Do XIX w. wieś znana jako Wielgiepole lub Wielgopole. Pierwsza wzmianka o wsi pochodzi z roku 1419. Położona była ona wówczas w staropolskim powiecie krasnostawskim.

Wzmiankowana w 1448 roku jako Wyelopolye w zatwierdzeniu uposażenia parafii w Krasnymstawie przez starostę krasnostawskiego Hryćka Kierdeja.
Wedle rejestru poborowego z 1578 roku miała zaledwie 2 łany (33, 6 ha) gruntów uprawnych. Według spisu z roku 1827 wieś liczyła 19 domów ze 154 mieszkańcami. Spis z roku 1921 wykazywał już 40 domów oraz 264 mieszkańców, w tym 2 Żydów i 3 prawosławnych. W końcu XIX w. funkcjonował tu młyn wodny i tartak.
W XV i XVI wieku majątek (wraz z Gorzkowem) należał do rodu Gorzkowskich. Później należał m.in. do króla Jana III Sobieskiego, który miał sadzić na terenie parku lipy. W pierwszej połowie XIX wieku dobra gorzkowskie były własnością Józefa Anzelma Błeszyńskiego (~1795–1855) herbu Oksza, który mieszkał w Wielkopolu. Józef Anzelm, potomek w prostej linii Mieszka I, był naczelnikiem powiatu krasnostawskiego, a wcześniej kapitanem artylerii Wojska Polskiego Królestwa Kongresowego. Jego córka Klotylda (~1826–1906), dziedziczka dóbr gorzkowskich, wyszła w 1856 roku za mąż za Teodora Aleksandra Kosteckiego (1817–1892) herbu Leszczyc, najstarszego syna Franciszka Kosteckiego i Tekli z domu Modzelewskiej, i brata m.in. Wincentego Kosteckiego. Najmłodsza córka Kosteckich, Józefa (1862–1947) wyszła za Eustachego Suchodolskiego (~1843–1910) herbu Janina. Oboje byli właścicielami Wielkopola. Tutaj rodziły się wszystkie ich dzieci (co najmniej siedmioro) w latach 1880–1902.
Po śmierci Eustachego, w 1912 roku majątek przeszedł na własność niemieckich kolonistów Krugerów. Od tych ostatnich w roku 1913 całość dóbr wykupił Leonard Kazimierz Plewiński z Orchowca. Po wojnie, na mocy dekretu PKWN z roku 1944 majątek Wielkopole przeszedł na Skarb Państwa. W budynku dworu do 2007 roku mieściła się szkoła podstawowa.

## Zabytki
Zespół parkowo-dworski
W Wielkopolu znajduje się zespół parkowo-dworski. Zespół zabytkowy obejmuje: dwór, park krajobrazowy, ogrody, część gospodarczą z czterema budynkami oraz młyn wodny.